# تابع گاما

تابع گاما در امتداد محور حقیقی

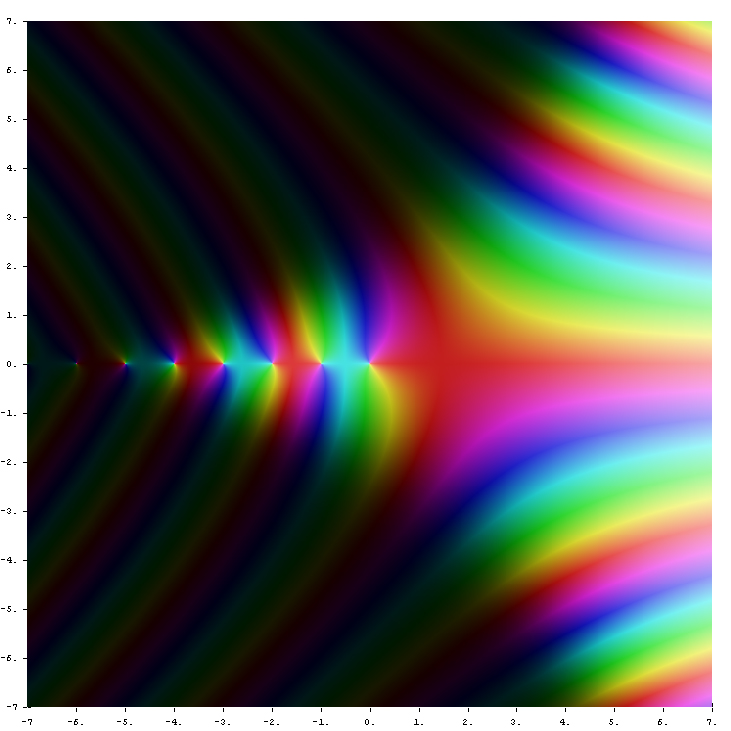
تابع گاما در صفحه مختلط

تابع گاما (به انگلیسی: Gamma function) در علم ریاضیات، یک تعمیم پرکاربرد برای تابع فاکتوریل به اعداد مختلط است. نماد تابع گاما {\displaystyle \Gamma } می‌باشد، که این نماد حرف بزرگ گاما در الفبای یونانی است. تابع گاما برای همه اعداد مختلط، غیر از اعداد صحیح غیر مثبت، تعریف شده‌است. برای هر عدد صحیح مثبت {\displaystyle n} رابطه زیر برقرار است:
{\displaystyle \Gamma (n)=(n-1)!\ .}
دانیال برنولی برای اعداد مختلط با قسمت حقیقی مثبت، رابطه زیر را برای تابع گامای این اعداد به دست آورد، این عبارت یک انتگرال ناسره همگرا می‌باشد:
{\displaystyle \Gamma (z)=\int _{0}^{\infty }x^{z-1}e^{-x}\,dx,\ \qquad \Re (z)>0\ .}
تابع گاما به صورت امتداد تحلیلی این تابع انتگرالی به یک تابع مرومورفیک تعریف شده‌است (این تابع یک تابع تمام‌ریخت (هولومورفیک) در صفحه مختلط، بجز در اعداد صحیح غیر مثبت ، که در آنها تابع قطب ساده دارد، می‌باشد).
تابع گاما مقدار صفر ندارد، یعنی تابع گامای معکوس {\displaystyle 1/\Gamma } یک تابع کامل است. در واقع، تابع گاما متناظر با تبدیل ملین برای تابع نمایی منفی است:
{\displaystyle \Gamma (z)=\{{\mathcal {M}}e^{-x}\}(z).}
تعمیم‌های دیگری نیز برای تابع فاکتوریل وجود دارد، اما تابع گاما مردمی‌ترین و مفیدترین تعمیم می‌باشد. این تابع یکی از مولفه‌های مهم در توابع مختلف توزیع احتمال است؛ و از این رو تابع گاما، قابل استفاده در احتمال و آمار و همچنین ترکیبیات می‌باشد.
در ضمن برای هر عدد طبیعی z داریم:
{\displaystyle \Gamma (z)=(z-1)!\,}
همچنین می‌توان ثابت کرد که:
{\displaystyle \Gamma (z+1)=z.\Gamma (z)=z.(z-1)!\,}
این تابع در بسیاری از تابع‌های توزیع احتمال ظاهر می‌شود و در زمینه‌های مختلفی از جمله آمار و احتمال کاربرد دارد.

## تعریف

### تعریف اصلی
نمایش این تابع با {\displaystyle \Gamma (t)} کاری از لژاندر است. اگر بخش حقیقی عدد مختلط {\displaystyle t} مثبت باشد، در آن‌صورت انتگرال زیر:
{\displaystyle \Gamma (t)=\int _{0}^{\infty }x^{t-1}e^{-x},dx}
مطلقاً همگرا است. به این انتگرال، انتگرال اویلر نوع دوم نیز گفته می‌شود. انتگرال اویلر نوع اول، به نام تابع بتا شناخته می‌شود. با انتگرال‌گیری جزءبه‌جزء می‌توان رابطهٔ بازگشتی زیر را به دست آورد:
{\displaystyle {\begin{aligned}\Gamma (z+1)&=\int _{0}^{\infty }x^{z}e^{-x}\,dx\\&={\Big [}-x^{z}e^{-x}{\Big ]}_{0}^{\infty }+\int _{0}^{\infty }zx^{z-1}e^{-x}\,dx\\&=\lim _{x\to \infty }(-x^{z}e^{-x})-(0e^{-0})+z\int _{0}^{\infty }x^{z-1}e^{-x}\,dx\end{aligned}}}
از آنجا که {\displaystyle x\to \infty ,-x^{z}e^{-x}\to 0,} از معادله خط پیشین به معادله می‌رسیم:
{\displaystyle {\begin{aligned}\Gamma (z+1)&=z\int _{0}^{\infty }x^{z-1}e^{-x}\,dx\\&=z\Gamma (z)\end{aligned}}}
همچنین {\displaystyle \Gamma (1)} را با معادله پایین می‌شود بدست آورد:
{\displaystyle {\begin{aligned}\Gamma (1)&=\int _{0}^{\infty }x^{1-1}e^{-x}\,dx\\&={\Big [}-e^{-x}{\Big ]}_{0}^{\infty }\\&=\lim _{x\to \infty }(-e^{-x})-(-e^{-0})\\&=0-(-1)\\&=1\end{aligned}}}
با توجه به این‌که {\displaystyle \Gamma (1)=1} به ازای {\displaystyle n}های حقیقی و مثبت، از رابطهٔ بالا نتیجه می‌شود:
{\displaystyle \Gamma (n)=(n-1)!}

### دیگر تعریف‌ها
دو ضرب نامتناهی زیر را که به ترتیب لئونارد اویلر و وایرشتراس به‌دست آورده‌اند، تعریف‌های دیگری برای تابع گاما هستند:
{\displaystyle \Gamma (t)=\lim _{n\to \infty }{\frac {n!\;n^{t}}{t\;(t+1)\cdots (t+n)}}={\frac {1}{t}}\prod _{n=1}^{\infty }{\frac {\left(1+{\frac {1}{n}}\right)^{t}}{1+{\frac {t}{n}}}}}
{\displaystyle \Gamma (t)=\lim _{n\to \infty }{\frac {n!\;n^{t}}{t\;(t+1)\cdots (t+n)}}={\frac {1}{t}}\prod _{n=1}^{\infty }{\frac {\left(1+{\frac {1}{n}}\right)^{t}}{1+{\frac {t}{n}}}}}
که در آن {\displaystyle \gamma \approx 0.577216} ثابت اویلر-ماسکرونی نامیده می‌شود.

## خواص
- وقتی {\displaystyle z}به سمت بینهایت میل می‌کند تابع گاما را می‌توان با تقریب استرلینگ به شکل پایین محاسبه کرد،[۱] در این معادله {\displaystyle \sim } به این معنی است که حاصل تقسیم سمت چپ و راست به عدد یک میل می‌کند:[۱]
  - {\displaystyle z\rightarrow \infty \Rightarrow \Gamma (z+1)\sim {\sqrt {2\pi z}}\left({\frac {z}{e}}\right)^{z}}
- خاصیت پایین برای اعداد مختلط به کار می‌رود:
  - {\displaystyle {\overline {\Gamma (z)}}=\Gamma ({\overline {z}})\;\Rightarrow \;\Gamma (z)\Gamma ({\overline {z}})\in \mathbb {R} }
  - به‌طور خاص اگر {\displaystyle z=a+bi} باشد آنگاه:
{\displaystyle |\Gamma (a+bi)|^{2}=|\Gamma (a)|^{2}\prod _{k=0}^{\infty }{\frac {1}{1+{\frac {b^{2}}{(a+k)^{2}}}}}}
{\displaystyle |\Gamma (bi)|^{2}={\frac {\pi }{b\sinh {(\pi b)}}}}
{\displaystyle |\Gamma \left({\tfrac {1}{2}}+bi\right)|^{2}={\frac {\pi }{\cosh {(\pi b)}}}}
- خاصیت انعکاس اویلری:
  - {\displaystyle \Gamma (1-z)\Gamma (z)={\pi  \over \sin {(\pi z)}},\qquad z\not \in \mathbb {Z} }

## نگارخانه

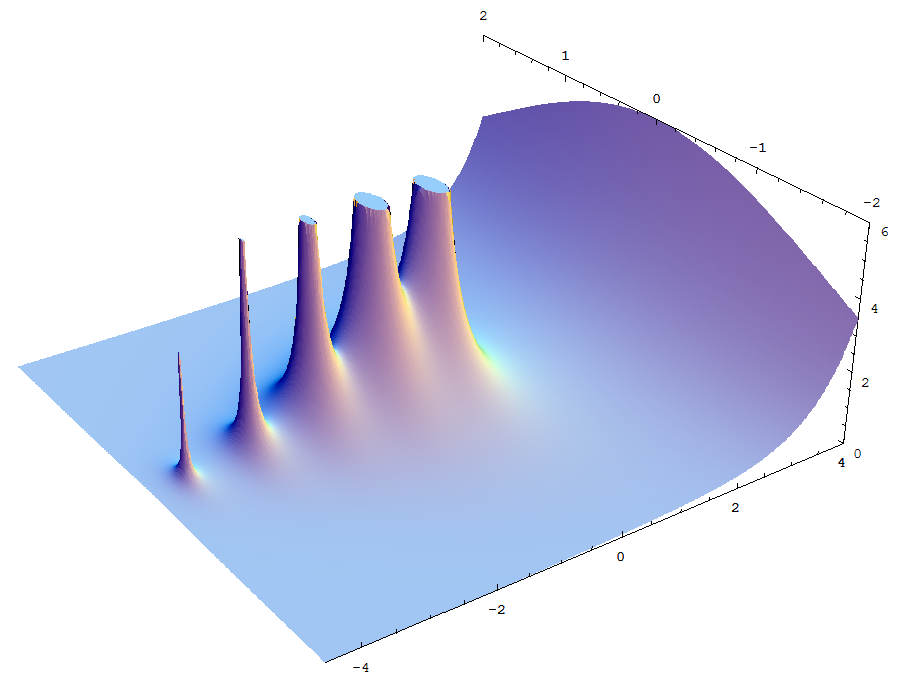
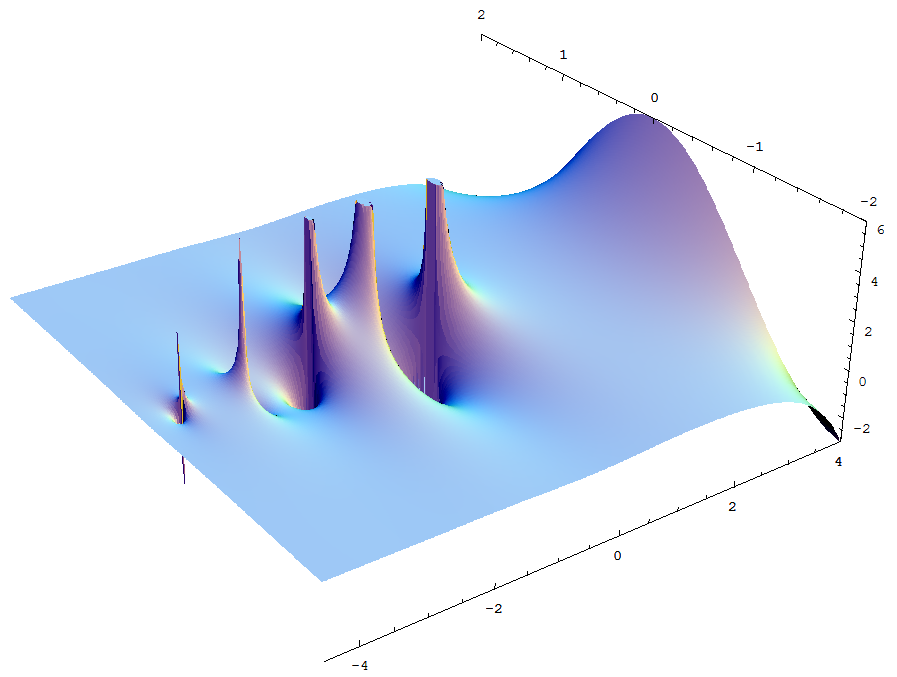
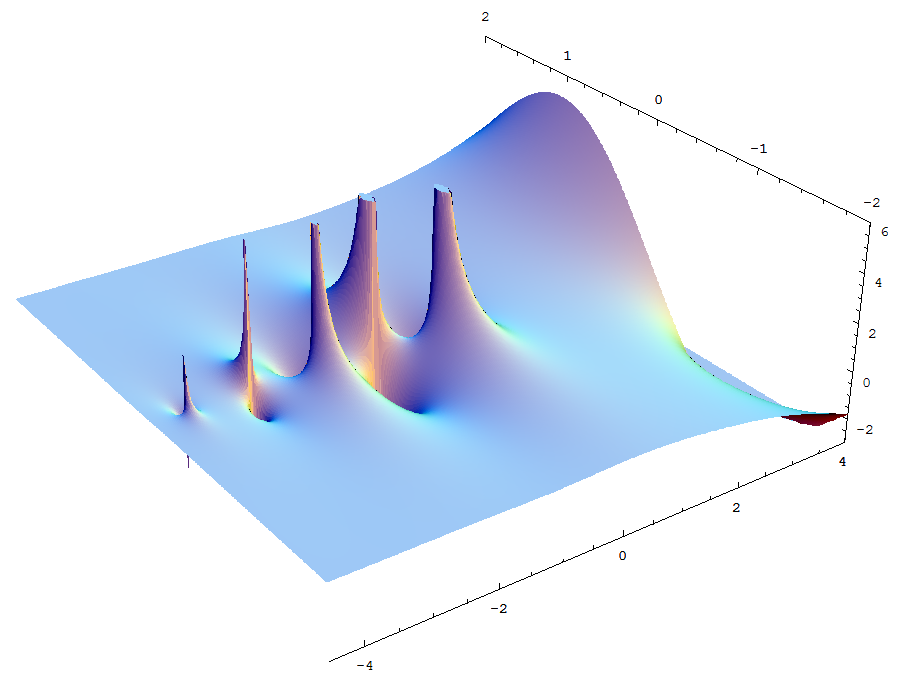